# Natalie Gal
Natalie Gal, född Natasha Galkina 18 december 1985 i Batajsk i Sovjetunionen (nuvarande Ryssland), är en rysk-amerikansk fotomodell och skådespelerska. Hon flyttade som student till USA och träffade då hennes man. Då började hon ville uppfylla sin dröm om att bli skådespelare genom att studera på New York University. Hon var med i den åttonde säsongen av America's Next Top Model där hon slutade på en andraplats efter vinnaren Jaslene González. Gal och hennes make skilde sig 2010. 

## Modellkarriär
Gal representeras av Fenton Moon i New York och har även agenturer i Moskva, Storm i London, Ace Models i Aten och IMG Models i Milano, Paris och Tyskland. Hon har varit modell för bland annat Chanel, Cavalli, Alexander Wang, Prada, Guess, Diesel, CoverGirl, Levuk, Allison Parris, Pantene, Wella, Nexxus, Vivienne Tam, Alexander McQueen, Rock and Republic och har varit modell för många tidningsomslag.

## Skådespelar- och teaterkarriär
Gal har medverkat i TV-serier och filmer som t.ex. Salt (film), Gossip Girl, Syrup, The Morning Glory, Sex and the City 2, Gossip Girl, Life On Mars, How To Make It In America.

## America's Next Top Model
Natalie Gal började i botten i början på säsong 8 av Top Model men jobbade sig uppåt. Hon fick bästa bild tre gånger under säsongen. Hon kom till final och blev tvåa då Jaslene González vann.